# Paul Kaye
Paul Kaye, född 15 december 1965 i Clapham, London, är en brittisk skådespelare.
Kaye har bland annat medverkat i TV-serierna Ett fall för Vera och Strutter samt After Life.

## Filmografi (i urval)
- 2004 – It's All Gone Pete Tong
- 2006–2007 – Strutter (TV-serie)
- 2015 – The Interceptor (TV-serie)
- 2019 – Catherine the Great (TV-serie)
- 2019–2020 – After Life (TV-serie)
- 2019–2023 – Ett fall för Vera (TV-serie)
- 2024 – Shardlake (TV-serie)
- 2024 – The Completely Made-Up Adentures of Dick Turpin (TV-serie)
- 2024 – Den där julen
- 2025 – The Woman in Cabin 10